# Балахнинско-Шуйская сеть узкоколейных железных дорог
«Балахнинско-Шуйская сеть узкоколейных железных дорог» — условное название сети железных дорог колеи 750 мм. Сеть находилась на территории Нижегородской области, Ивановской области и Владимирской области Российской Федерации.

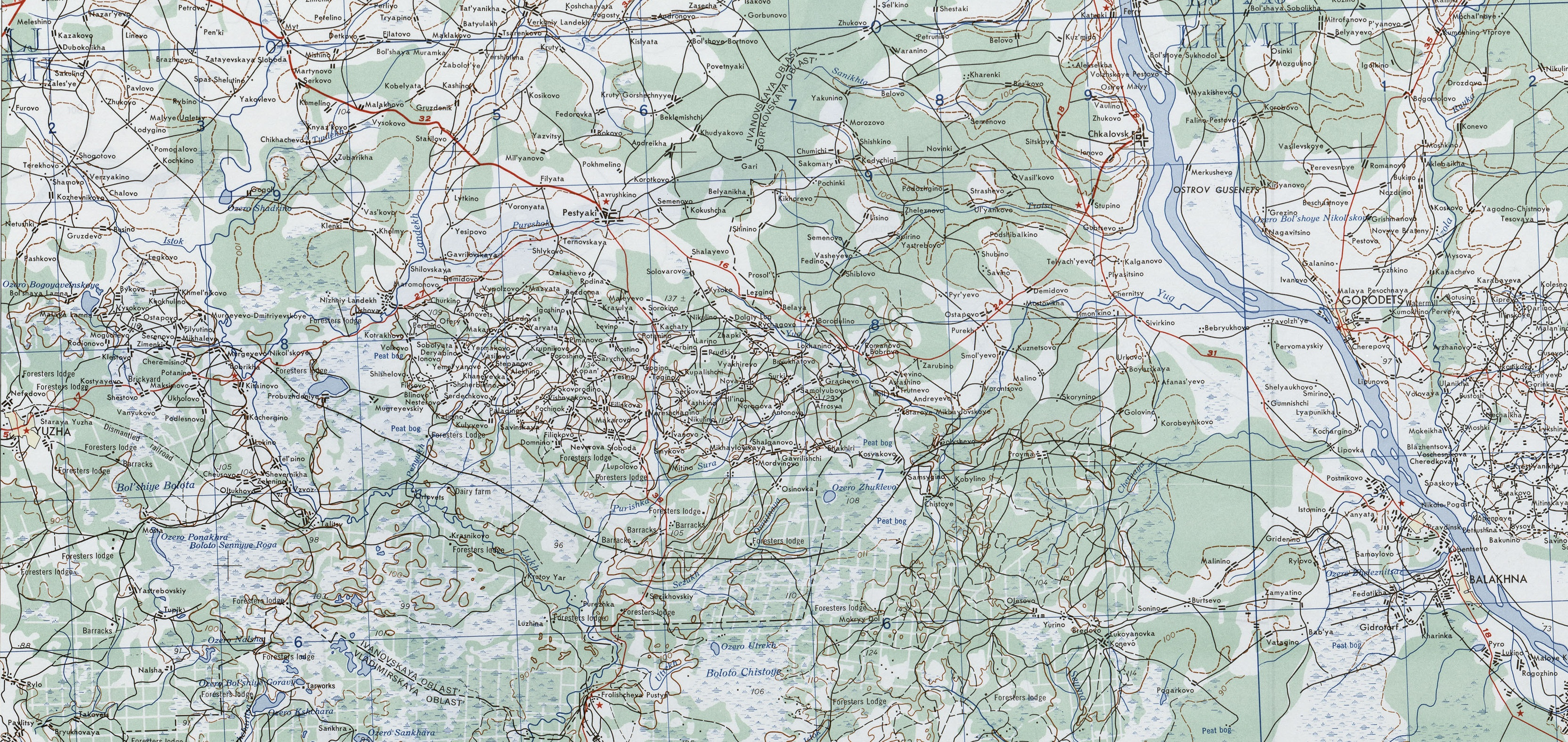
Карта 1954 г.

Дата открытия первого участка дороги (окрестности населённого пункта Глушицы, современный Южский район Ивановской области): 1901 год.
Дата открытия первого участка дороги вблизи города Балахна: 1921 год.
Протяжённость сети в 1970-е годы: около 360 километров.
Свыше половины участков сети на пике её развития (1970-е годы) находилось в ведении Чернораменского транспортного управления (г. Балахна Горьковской (Нижегородской) области). Другие участки принадлежали Ламненско-Куракинскому торфопредприятию, Балахнинскому целлюлозно-картонному комбинату и другим организациям.
Основным назначением узкоколейной железной дороги была перевозка торфа от мест его добычи до потребителей (Нижегородской ГРЭС, текстильных фабрик и других предприятий), а также к месту перегруза в вагоны широкой колеи. Перевозились и другие грузы — лес, песок, хлопок, продукция текстильных фабрик.
На узкоколейной железной дороге было развито пассажирское сообщение. Вокзал узкоколейной железной дороги в городе Балахна превышал по размерам вокзал на станции широкой колеи. Протяжённость самого длинного прямого маршрута пассажирского поезда Балахна — Большое составляла 98 километров. С пересадками можно было проехать от Балахны до Шуи (длина маршрута 163 километра).
Крупнейшие станции: Балахна-Сортировочная (г. Балахна), Южа (г. Южа).
Узкоколейная железная дорога была почти полностью разобрана в 1990-х годах.
Последний участок дороги вблизи посёлка Мугреевский ликвидирован в 2004 году.